# Eri Kitamura
Eri Kitamura (喜多村 英梨 Kitamura Eri?,  Tokio, Japón, 16 de agosto de 1987) es una actriz de voz y cantante japonesa. Es conocida por sus roles en animes como Miki Aono/Cure Berry en Fresh Pretty Cure, Karen Araragi en Nisemonogatari, Ami Kawashima en Toradora!, Saya Takagi en Highschool of the Dead y Sayaka Miki en Puella Magi Madoka Magica. Además, ella brindó la voz para Vocaloid "CUL-REBIRTH". También se le conoce por ser una mangaka aficionada en su tiempo libre.

## Filmografía

### Anime
2003
- Last Exile (Tatiana Wisla)

2004
- Mermaid Melody Pichi Pichi Pitch Pure (Seira)

2005
- Blood+ (Saya Otonashi)

2006
- Le Chevalier D'Eon (Anna Rochefort)
- Night Head Genesis (Yoshimi Taniguchi)
- Simoun (Amuria)

2007
- Idolmaster: Xenoglossia (Makoto Kikuchi)
- Ikki Tousen (Kakouen Myousai)
- Jigoku Shōjo: Futakomori (Juri Moriuchi)
- Kaze no Stigma (Michael Harley)
- Kodomo no Jikan (Rin Kokonoe)
- Minami-ke (Yuka Uchida)
- Potemayo (Sunao Moriyama)
- Seto no Hanayome (Akeno Shiranui)
- Skull Man (Child)
- Tōka Gettan (Makoto Inukai)
- Toward the Terra (Tony) (Joven)
- You're Under Arrest! (Yukari)

2008
- Amatsuki (Yakou)
- Blassreiter (Lene Clavier)
- Chaos;Head  (Rimi Sakihata)
- Ga-rei -Zero- (Natsuki Kasuga)
- Ikki Tousen: Great Guardians (Kakouen Myousai)
- Hell Girl (Nishino Chizuru)
- Junjo Romantica: Pure Romance (Kamijo Hiroki (joven))
- Kemeko Deluxe! (Sanpeita Kobayashi)
- Kodomo no Jikan (Rin)
- Kyōran Kazoku Nikki (Akeru Nishikura)
- Minami-ke: Okawari (Yuka Uchida)
- Nogizaka Haruka no Himitsu (Ryōko Sawamura)
- Noramimi (Cinnamon)
- Persona: Trinity Soul (Padre de Takurō Sakakiba)
- Shigofumi: Letters from the Departed (Ran Yahiro)
- Toradora! (Ami Kawashima)
- Vampire Knight (Rima Touya)
- Vampire Knight Guilty (Rima Touya)
- Yatterman (2008) (Horita)

2009
- Asura Cryin' (Rikka Kurasawa)
- Asura Cryin' 2 (Rikka Kurasawa)
- Bakemonogatari (Karen Araragi)
- Fairy Tail (Cana Alberona, Aquarius, Gray Fullbuster (joven))
- Fresh Pretty Cure (Miki Aono/Cure Berry)
- Kanamemo (Hinata Azuma)
- Kurokami: The Animation (Kakuma)
- Minami-ke: Okaeri (Yuka Uchida)
- NEEDLESS (Eve Neuschwanstein)
- Nogizaka Haruka no Himitsu: Purezza (Ryōko Sawamura)
- Sora Kake Girl (Lily)
- Umineko no Naku Koro ni (Chiester 410)
- Taishō Baseball Girls (Shizuka Tsukubae)
- Tegami Bachi (Ann)
- Tokyo Magnitude 8.0 (Mayu)
- Yumeiro Patissiere (Mari Tennouji, Honey)

2010
- Angel Beats! (Yui)
- Dance in the Vampire Bund (Nelly)
- Highschool of the Dead (Saya Takagi)
- Kuragehime (Sara)
- Nurarihyon no Mago (Gyuki (7 años))
- Queen's Blade: The Exiled Virgin (Alleyne)
- Queen's Blade 2: The Evil Eye (Alleyne)
- So Ra No Wo To (Kureha Suminoya)
- Tatakau Shisho: The Book of Bantorra (Hamyuts Meseta (joven))
- Working!! (Yachiyo Todoroki)
- Yumeiro Patissiere SP Professional (Mari Tennouji, Honey)

2011
- 30-sai no Hoken Taiiku (Pī-chan, Kū-chan)
- Ao no Exorcist (Kamiki Izumo)
- C³ (Kirika Ueno)
- Super Street Fighter IV (Juri Han)
- Freezing (Ganessa Roland)
- Mayo Chiki! (Kanade Suzutsuki)
- Nurarihyon no Mago: Sennen Makyo (Rikuo Nura (niño))
- Oniichan no Koto Nanka Zenzen Suki Janain Dakara ne!! (Nao Takanashi)
- Puella Magi Madoka Magica (Sayaka Miki)
- Softenni (Kotone Sawanatsu)
- Last Exile: Fam The Silver Wing (Tatiana Wisla)
- Rio: Rainbow Gate! (Misery)
- Working'!! (Yachiyo Todoroki)

2012
- Nisemonogatari (Karen Araragi)
- Nekomonogatari: Kuro (Karen Araragi)
- Fairy Tail (Cana Alberona, Aquarius, Gray Fullbuster (joven))
- Street Fighter x Tekken (Juri Han)
- Papa no Iukoto wo Kikinasai! (Miu Takanashi)
- Haiyore! Nyaruko-san (Mahiro Yasaka)
- Black Rock Shooter (Kagari Izuriha)
- Tasogare Otome x Amnesia (Kirie Kanoe)
- Arve Rezzle: Kikaijikake no Yōseitachi (Shiki Mikage)
- Toradora (Ami Kawashima)
- Pocket Monsters: Best Wishes! (Homika)
- Campione! (Liliana Kranjčar)
- Onii-chan Dakedo Ai Sae Areba Kankeinai yo ne (Arashi Nikaido)
- Minami-ke: Omatase (Yuka Uchida)
- Busou Shinki (Howling; Pocchii)
- Girls und Panzer (Darjeeling)

2013
- Hyperdimension Neptunia (Uni/Black Sister)
- Minami-ke: Tadaima (Yuka Uchida)
- Fairy Tail (Cana Alberona, Aquarius)
- Girls und Panzer (Darjeeling)
- Haiyore! Nyaruko-san (Mahiro Yasaka)
- kami-sama no Inai Nichiyōbi (Dee Ensy Stratmitos)
- Monogatari Series Second Season (Araragi Karen)

2014
- Cross Ange: Tenshi to Ryū no Rinbu (Salia)
- Hanamonogatari (Karen Araragi)

2015
- Yamada-kun to 7-nin no Majo (Nene Odagiri)

2016
- Boku no Hero Academia (Mina Ashido)
- Kiitarō Shōnen no Yōkai Enikki (Kitsunemen no Onna)
- Koyomimonogatari (Karen Araragi)
- Kuma Miko (Hibiki Sakata)
- Space Time Prisioner - Bloodivores (Anji)
- Taboo Tattoo (Lisa Lovelock)
- Street Fighter V (Juri Han)

2017
- Ao no Exorcist: Kyoto Fujō Ō-hen (Izumo Kamiki)
- Boku no Hero Academia 2 (Mina Ashido y la madre de Tenya Iida, ep 25)
- Cardfight!! Vanguard G, NEXT (Noa Hoshizaki)
- Made in Abyss (Mitty)
- Rokudenashi Majutsu Koshi to Akashic Records (Celica Arfonia)
- Hajimete no Gal (Honjō Ranko)
- Owarimonogatari 2º season (Karen Araragi)
- Sin Nanatsu no Taizai (Lucifer)
- Koi to Uso (Shu Igarashi)
- Osake wa Fūfu ni Natte kara (Chisato Mizusawa)

2018
- Saiki Kusuo no Psi-nan (Mikoto Aiura)
- Zoku Owarimonogatari (Karen Araragi)

2019
- Sewayaki Kitsune No Senko-san (Yozora)

2020
- Magia Record (Sayaka Miki)

2021
- Hyper Ultra Girlish (Kokoro Fumi)
- Magia Record Season 2 (Sayaka Miki)
- Taishou Otome Otogibanashi (Tamayo Shima)

### CD Drama
2016
- Ao no Exorcist: Money, money, money (Izumo Kamiki)

- Corpse Party (Yuka Mochida).

### OVAs

#### 2021
- Hyper Ultra Girlish:Super Elegant (Kokoro Fumi)

### Videojuegos
2009
- League of Legends (Janna)

2010
- Tales of Phantasia: Narikiri Dungeon X (Rondoline E. Effenberg)

2011
- Senran Kagura (Homura)

2017
- Magia Record (Sayaka Miki)
- SINoALICE (Cinderella)

2020
- Genshin Impact (Keqing)

### Otros

#### 2011
- Cyptron VOCALOID3 (CUL)

## Música
- Interpretó el sexto opening del ONA Koyomimonogatari Marshmallow Justice.[2] Este tema también es el opening del primer arco de Nisemonogatari: Abeja Karen.[3]